# Eduard Gerlich

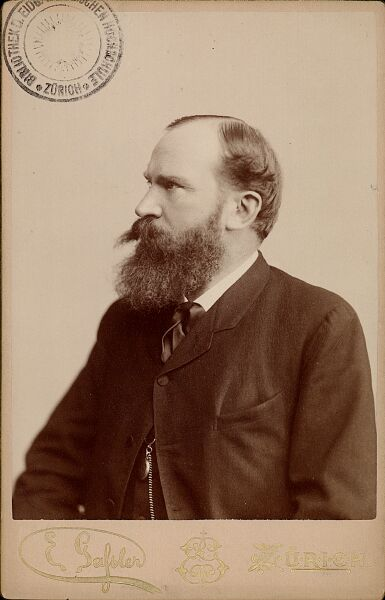
Eduard Gerlich

Eduard Gerlich (* 3. Februar 1836 in Odrau, Österreichisch-Schlesien; † 14. Oktober 1904 in Zürich) war ein schlesisch-österreichischer Eisenbahn-Bauingenieur und Hochschullehrer.

## Leben
Eduard Gerlich studierte am Polytechnischen Institut in Wien. Aufgrund seines guten Studienabschlusses erhielt er auch das Angebot am Institut zu unterrichten. Nach zwei Jahren wechselte er allerdings in den Staatsdienst und nahm einen Posten im k.k. Eisenbahnministerium an. Als Oberinspektor war er an zahlreichen Bahnprojekten der Donaumonarchie beteiligt, wie der Bahnlinie von Arad im heutigen Rumänien nach Severin in Kroatien, der Innkreisbahn oder im Dienst der Österreichischen Nordwestbahn an der Bahnstrecke von Ostroměř nach Jičín und der anschließenden Bahnstrecke Jičín–Turnov. Gemeinsam mit Wilhelm Hellwag plante er die Nordwestbahnbrücke der ÖNWB in Wien.
Im Jahr 1875 bekam er als Vertreter Hellwags die Stelle des stellvertretenden Oberingenieurs bei der Gotthardbahn-Gesellschaft in der Schweiz. Hier war er vor allem für Normen und Verträge für den Bau der Bahn und des Gotthardtunnels verantwortlich. Nach der Fertigstellung war er noch kurze Zeit Oberinspektor der Gesellschaft. Im Jahrgang 1881 (Band XVI) der Zeitschrift Die Eisenbahn beschrieb Gerlich den Bau der Gotthardbahn.
1882 wurde er zusammen mit Karl Wilhelm Ritter Nachfolger von Karl Culmann am Eidgenössischen Polytechnikum Zürich. Bis 1903 unterrichtete er vorwiegend Eisenbahnbau und Eisenbahnbetrieb.
Eduard Gerlich starb plötzlich am 14. Oktober 1904 in Zürich.
Im Jahr 1966 wurde in Wien-Donaustadt (22. Bezirk) die Gerlichgasse nach ihm benannt.